# طالب بلان
طالب بلان، حكم كرة قدم قطري دولي سابق.

## أهم المباريات التي حكم فيها
حكم في كأس الخليج 1976، وأدار مباراة منتخب الكويت لكرة القدم ومنتخب عمان لكرة القدم في تاريخ 31 مارس 1976، وقدم حكم في كأس الخليج 1984، وقد أدار مباراة منتخب الإمارات لكرة القدم ومنتخب البحرين لكرة القدم في 18 مارس 1984.